# Ménerval
Ménerval ist eine französische Gemeinde mit 173 Einwohnern (Stand: 1. Januar 2022) im Département Seine-Maritime in der Region Normandie. Sie gehört zum Arrondissement Dieppe, zum Kanton Gournay-en-Bray und ist Teil des Kommunalverbands Quatre Rivières. Seit März 2014 ist José Sagot Bürgermeister. Die Einwohner werden Ménervillois genannt.

## Geographie
Ménerval ist ein kleines Bauerndorf am Ufer der Epte im Naturraum Pays de Bray. Es liegt 34 Kilometer nordöstlich von Rouen. Ménerval liegt am Avenue verte, einem Voie verte (Radweg) von Paris nach London. An der östlichen Gemeindegrenze verläuft der Fluss Epte, im Südwesten sein Zufluss Mésangueville.

### Nachbargemeinden
| Saumont-la-Poterie                |                   | Haussez                |
| Mésangueville                     | Kompass           | Doudeauville           |
| Hodeng-Hodenger Brémontier-Merval | Dampierre-en-Bray | Gancourt-Saint-Étienne |

## Bevölkerungsentwicklung
Die Bevölkerungsanzahl ist durch Volkszählungen seit 1793 bekannt. Die Einwohnerzahlen bis 2005 werden auf der Website der École des Hautes Études en Sciences Sociales veröffentlicht.
| Jahr | Bevölkerungsanzahl |
| ---- | ------------------ |
| 1962 | 314                |
| 1968 | 261                |
| 1975 | 231                |
| 1982 | 173                |
| 1990 | 159                |
| 1999 | 177                |
| 2006 | 192                |
| 2015 | 187                |

## Sehenswürdigkeiten
- Kirche Notre-Dame aus dem 11. Jahrhundert.
- Pont de Coq, eine alte Steinbrücke über die Epte
- restauriertes Lavoir (Waschhaus).

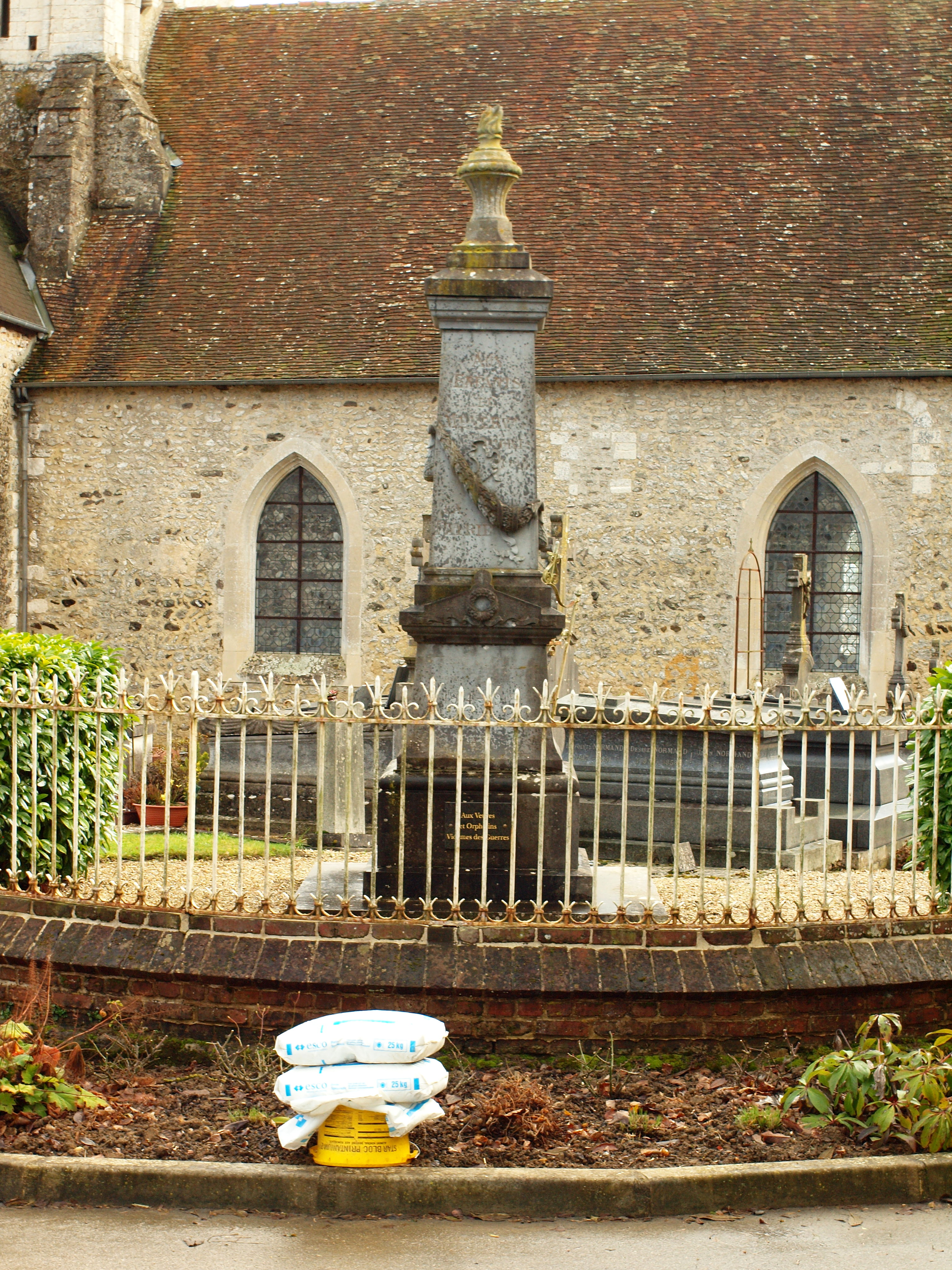
Kriegerdenkmal
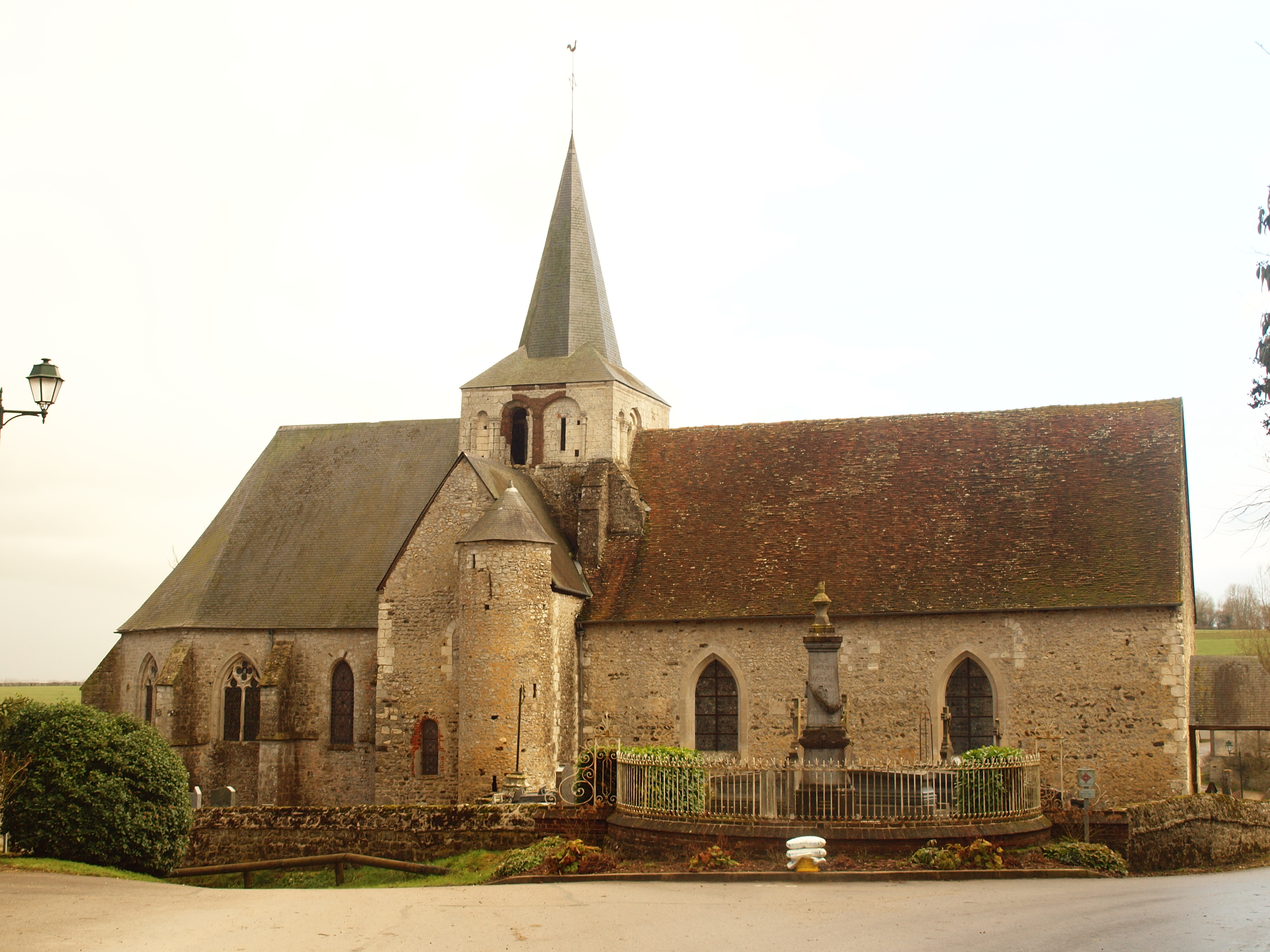
Kirche Notre-Dame
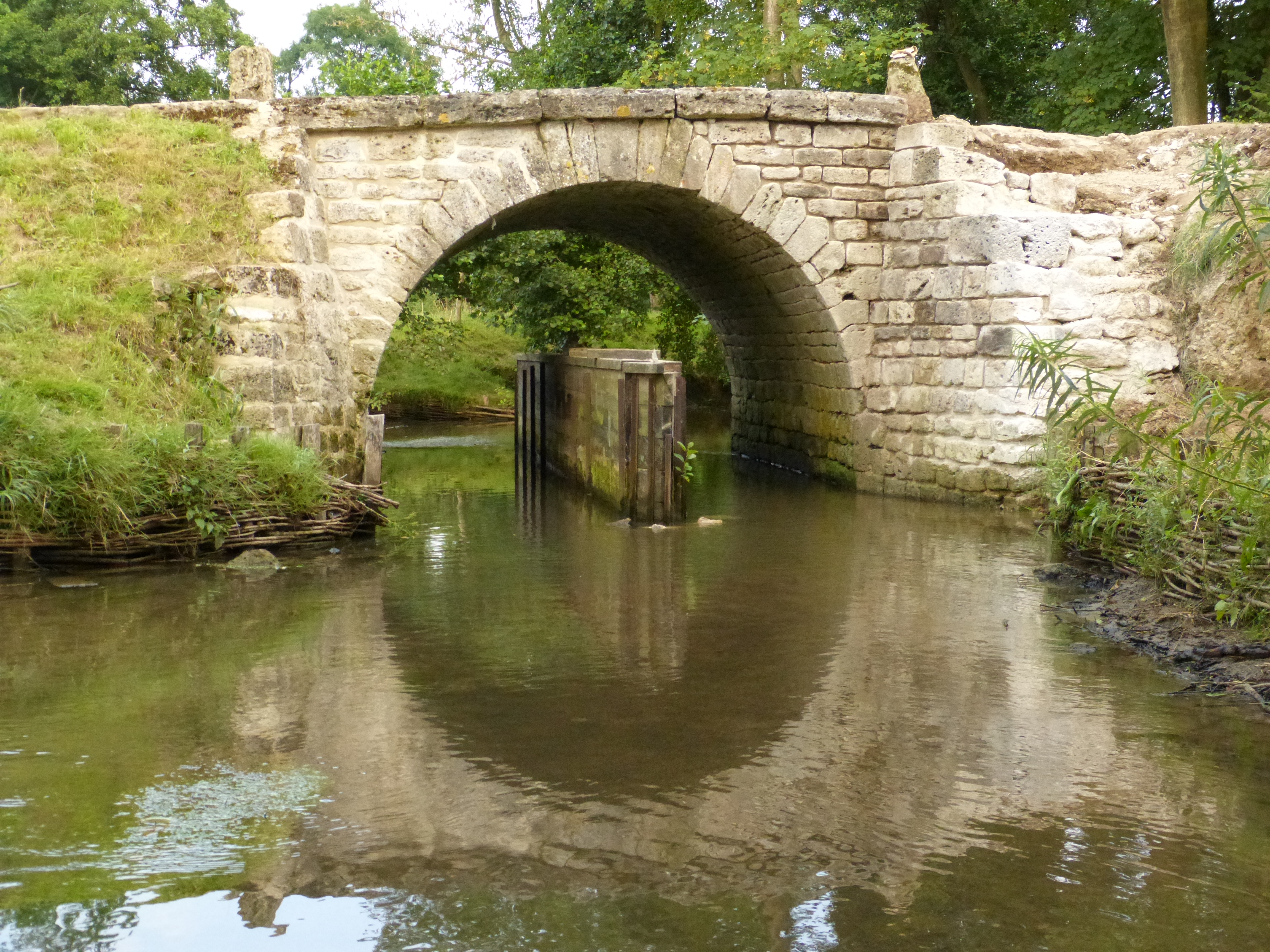
Pont de Coq, Steinbrücke über die Epte nach Saumont-la-Poterie